# Trigonometopus abnormis
Trigonometopus abnormis är en tvåvingeart som beskrevs av Shatalkin 1999. Trigonometopus abnormis ingår i släktet Trigonometopus och familjen lövflugor.
Artens utbredningsområde är Jiangxi (Kina). Inga underarter finns listade i Catalogue of Life.